# Vicenç Reig
Vicenç Reig i Falomir (ur. w 1866 w Borriol, zm. 18 grudnia 1918 w Barcelonie) – hiszpański piłkarz, działacz sportowy i przedsiębiorca.
Pod koniec 1900 roku przyjechał do Barcelony. Uprawiał takie sporty jak pelota, raqueta, kolarstwo, trekking i piłka nożna. Był zawodnikiem klubu piłkarskiego FC Barcelona w latach 1900–1903, gdzie występował jako bramkarz, sporadycznie także jako obrońca. Zadebiutował w meczu z Hispània AC 20 stycznia 1901. Śród sukcesów piłkarskich Reiga są zwycięstwa w Copa Macaya w sezonie 1901/1902 i Copa Barcelona 1902/1903, będących prekursorami mistrzostw katalonii. Ostatni mecz zagrał 26 kwietnia 1903 z Espanyolem. W FCB rozegrał w sumie 40 spotkań.
11 listopada 1908 został prezesem FC Barcelony. Jego poprzednikiem był Juli Marial. Wówczas klub zmagał się z kryzysem, którego nowy przywódca nie zdołał zażegnać. Złożył rezygnację ze stanowiska 2 grudnia 1908. Jego kadencja trwała 22 dni i przeszła do historii Barçy jako najkrótsza. Następcą Reiga został Joan Gamper.
Prowadził sklep z odzieżą damską w Barcelonie o nazwie Reig & Puig. Zmarł tamże bezpotomnie w 1918.